# 泉州公交14路
泉州公交14路是中华人民共和国泉州市境内的一条公共交通线路，全程19.4公里。起讫点为市消防支队古城中队至港湾街首末站，运营时间为市消防支队古城中队：7:20-18:30；港湾街首末站：6:30-18:20

## 历史
- 2001年1月1日，泉州公交发展有限公司（公交集团前身）开通1路B。初期运行区间为刺桐新村-宝山洋店村。初期运营时间为6:52-17:08[1]，票价¥1/人。使用车辆为自1路抽调的3部牡丹牌小巴
- 2002年4月30日，1路B更名为14路，运营区间、票价不变[2]
- 2003年9月1日，自该日起14路增停皮防院、市地震局、云鹿、云鹿路口等站。[3]
- 2004年4月1日，14路运营区间变更为汽车西站-沉洲工业区，运营时间调整为6:40-17:50，票价调整为分段计价¥2/人，每20分钟一班[4]
- 2005年3月1日，14路启用无人售票制度，票价不变[5]
- 2006年9月1日，14路取消途经沉洲工业区，改为经由津淮街、云鹿路至北师大附中始发终到[6]
- 2006年10月11日，14路取消汽车西站终到，改为经由城西路、临漳门、笋江路至笋江公园始发终到[7]
- 2006年12月15日，14路取消途经笋江公园，改为经由江滨路至嘉信茂广场始发终到[8]
- 2008年1月，14路更换为自30路退下的8部华夏AC6750Q型汽油无空调公交车
- 2008年5月20日，因沈海高速津淮街跨线桥拆除施工需要，14路取消途经津淮街东段，改为途经坪山路、泉秀街、云鹿路至北师大附中，25日恢复原线行驶[9]
- 2009年10月10日，因沈海高速津淮街跨线桥拓宽施工需要，14路再次取消途经津淮街东段，改为途经坪山路、泉秀街、云鹿路至北师大附中
- 2009年11月10日，14路闽CY0678号车在出场前往起点站途经通港西街时，因邻近中学一名女生横穿道路，且车辆躲闪不及，造成该车撞伤该名女生，该车前挡风玻璃破碎[10]
- 2010年1月1日，14路恢复途经津淮街东段，取消途经坪山路、泉秀街
- 2010年10月，14路接手并更换自21路、18（现K306路）退下的6部亚星JS6800C93H型柴油空调公交车。但受驾驶员紧缺的影响，14路每日仅1部车辆上路[11]
- 2011年6月24日，因津淮街东段及云鹿路道路翻修施工，14路取消途经津淮街东段，改为途经云鹿路、泉秀街、刺桐南路至津淮街后原线行驶[12]
- 2012年6月1日，因津淮街东段“白改黑”完成。14路恢复途经津淮街东段[13]
- 2012年8月15日，14路取消途经津淮街东段，改为经由泉秀街、通港西街、北山路、丰海路至海星小区始发终到[14]，覆盖原有5（现K501路）复线北山路至海星小区的路段及站点。为避免运能重复，取消5路复线。同时，14路增加自5路复线退下的2部福达FZ6890UF3G3型柴油空调公交车
- 2013年12月，应开通K301路的需要[15]，抽调14路1部JS6880C93H至K301路
- 2014年11月，14路接手增加自2路退下的3部亚星JS6906GHA型柴油空调公交车
- 2015年4月，14路增加自6路退下的2部大金龙XMQ6891G1型柴油空调公交车，并退下2部FZ6890UF3G3至K501路
- 2015年12月，14路更换为9部金旅XML6105JHEV85CN型LNG气电混合动力空调公交车
- 2016年12月8日，14路更换为18部中车时代TEG6820BEV01型空调电动巴士，配车数增加至18部
- 2017年6月10日，14路票价由分段计价¥2.0降为一票制¥1.0[16]
- 2017年10月，14路退下9部中车时代TEG6820BEV01至39路、60路用以更新车辆，14路配车数降为9部
- 2018年5月3日，14路自海星小区延伸至公交东海站始发终到，并调整往公交东海站方向单向绕行大兴街。[17]
- 2018年5月23日，14路增加1部自1路退下的TEG6820BEV01，配车数增至10部
- 2020年9月，14路起点站嘉信茂广场更名为市消防支队古城中队站，其他不变。
- 2020年11月10日，因海星街西段恢复双向通行。自该日起14路取消途径府东路南段、滨海街中段。双向恢复途径泉州行政中心、府西路，其他不变。[18][19]
- 2021年3月18日，因环湾公司线路运能扩充需要。东海公司划拨14路1部TEG6820BEV01至202路，14路配车数降为9部。[20]
- 2021年6月7日，应市交警支队拆除临漳门站的要求。自该日起14路双向取消停靠该站。
- 2022年3月16日，因疫情防控要求暂停中心市区范围内所有公交线路运营。14路自当日首班起暂停运营至4月15日。[21]
- 2022年4月16日，14路恢复运营。临时取消停靠津坂路口、东美小区、丰泽区政府、客运中心站东门、丰泽区行政服务中心、东海街道办事处、黎明大学、宝珊花园、法坊路口、霞露口等站点，运营时间临时调整为双向7:30-18:00。[22]
- 2022年4月18日，14路恢复停靠津坂路口、东美小区、丰泽区政府、客运中心站东门、丰泽区行政服务中心、东海街道办事处、黎明大学、宝珊花园、法坊路口、霞露口等站，运营时间恢复为市消防支队古城中队7:20-18:30、公交东海站6:30-18:20[23]
- 2023年8月，14路增加自8路退下的1部大金龙XMQ6850AGBEVL型空调电动巴士，配车数增加至10部。
- 2023年10月，因车型更换需要，14路调拨3部TEG6820BEV01至K8路，并退役1部XMQ6850AGBEVL，配车数减少至6部。
- 2024年7月5日，因新门-涂门街污水干管建设工程施工。14路自该日起往公交东海站方向临时取消途径新门街头、涂门街。改为途径壕沟墘、庄府巷、打锡街、九一街、温陵北路至津坂路口站后原线行驶，并单向增停鲤城区政府、九一街、温陵路中段等站，其它不变。[24]
- 2024年7月10日，因公交东海站拆除。14路自该日起取消途径公交东海站、东滨路、东海大街、滨海街。改为途径府西路、港湾街至港湾街首末站始发终到[25][26]
- 2024年12月31日，14路全线更换为6部福田BJ6851EVCA-30型空调电动巴士，原配6部TEG6820BEV01退役，配车数不变。
- 2025年1月6日，14路恢复途径新门街头、涂门街。取消途径壕沟墘、庄府巷、打锡街、九一街、温陵北路。[27]
- 2025年3月3日，自该日起14路增停港湾街东段站。[28]
- 2025年3月6日，因60路车辆增补需要，东海公司划拨14路6部BJ6851EVCA-30至60路。同时接手并更换自1路、K501路退下的5部金旅XML6855JEVW0C型空调电动巴士，配车数由6部降为5部。

## 站点
| 路线 | 路线 | 路线 | 所在地区、街道 | 所在地区、街道   | 站点名             | 备注                    |
| ---- | ---- | ---- | -------------- | ---------------- | ------------------ | ----------------------- |
|      |      |      | 鲤城区         | 忠堡路           | 市消防支队古城中队 | 起讫站 原名 嘉信茂广场  |
|      |      |      | 鲤城区         | 新门街           | 蔬菜公司           |                         |
|      |      |      | 鲤城区         | 新门街           | 甲第巷口           | 南音剧院、芳草园        |
|      |      |      | 鲤城区         | 新门街           | 新门菜市           |                         |
|      |      |      | 鲤城区         | 新门街           | 新门街头           |                         |
|      |      |      | 鲤城区         | 涂门街           | 府文庙             |                         |
|      |      |      | 鲤城区         | 涂门街           | 关帝庙             | 清净寺                  |
|      |      |      | 鲤城区         | 涂门街           | 棋盘园             |                         |
|      |      |      | 丰泽区         | 津淮街           | 津坂路口           |                         |
|      |      |      | 丰泽区         | 津淮街           | 水务集团           | 原名 水利大厦           |
|      |      |      | 丰泽区         | 津淮街           | 刺桐公园南门       |                         |
|      |      |      | 丰泽区         | 津淮街           | 东美小区           |                         |
|      |      |      | 丰泽区         | 津淮街           | 丰泽区政府         |                         |
|      |      |      | 丰泽区         | 坪山路           | 妙云街口           | 原名 丰泽区行政服务中心 |
|      |      |      | 丰泽区         | 坪山路           | 客运中心站东门     |                         |
|      |      |      | 丰泽区         | 泉秀街           | 金帝花园           |                         |
|      |      |      | 丰泽区         | 通港西街         | 现代广场           | 原名 坂头               |
|      |      |      | 丰泽区         | 通港西街         | 真武庙             | 原名 东海街道办事处     |
|      |      |      | 丰泽区         | 通港西街         | 黎明大学           |                         |
|      |      |      | 丰泽区         | 通港西街         | 宝珊花园           |                         |
|      |      |      | 丰泽区         | 大兴街           | 大兴街             | ↓ 东海泰禾广场          |
|      |      |      | 丰泽区         | 通港西街         | 法坊路口           | ↑ 原名 筑路机厂         |
|      |      |      | 丰泽区         | 通港西街         | 霞露口             |                         |
|      |      |      | 丰泽区         | 通港东街 228国道 | 迎宾馆路口         |                         |
|      |      |      | 丰泽区         | 通港东街 228国道 | 森林公园           |                         |
|      |      |      | 丰泽区         | 通港东街 228国道 | 赵厝路口           |                         |
|      |      |      | 丰泽区         | 丰海路           | 莲垵               |                         |
|      |      |      | 丰泽区         | 丰海路           | 后渚               |                         |
|      |      |      | 丰泽区         | 丰海路           | 泉州海警局         | 原名 海警二支队         |
|      |      |      | 丰泽区         | 双垵街           | 海星小区           |                         |
|      |      |      | 丰泽区         | 双垵街           | 双垵街             | 市政务服务中心          |
|      |      |      | 丰泽区         | 府东路           | 府东路北段         |                         |
|      |      |      | 丰泽区         | 海星街           | 泉州行政中心       | 市政府                  |
|      |      |      | 丰泽区         | 府西路           | 府西路             |                         |
|      |      |      | 丰泽区         | 府西路           | 泉州市科技馆       |                         |
|      |      |      | 丰泽区         | 港湾街           | 港湾街东段         |                         |
|      |      |      | 丰泽区         | 港湾街           | 港湾街首末站       | 起讫站                  |

## 票价
14路计价方式为一票制，全程票价¥1.0。其中：
- 泉通卡普通卡9折，月票卡乘坐需刷1次。敬老卡、爱心卡有效
- 可使用泉城通APP及支付宝、云闪付、微信乘车码支付

## 配车
14路配车数总计5部，其中：
- 金旅XML6855JEVW0C  5部

- 华夏AC6750Q
（2008.1 - 2010.10）
- 亚星JS6906GHA
（2010.10 - 2015.12）
- 金旅XML6105JHEV85CN
（2015.12 - 2016.12）
- 中车时代TEG6820BEV01
（2016.12 - 2024.12）
- 福田BJ6851EVCA-30
（2024.12 - 2025.3）
- 金旅XML6855JEVW0C
（2025.3 - ）

## 相关
- 泉州公交线路列表
- 泉州公交1路
- 泉州公交K501路